# (24818) Menichelli
(24818) Menichelli est un astéroïde de la ceinture principale.

## Description
(24818) Menichelli est un astéroïde de la ceinture principale. Il fut découvert le 23 novembre 1994 à San Marcello Pistoiese par Luciano Tesi et Andrea Boattini. Il présente une orbite caractérisée par un demi-grand axe de 3,19 UA, une excentricité de 0,16 et une inclinaison de 4,7° par rapport à l'écliptique.

## Compléments